# تکنی‌کالر اس‌ای

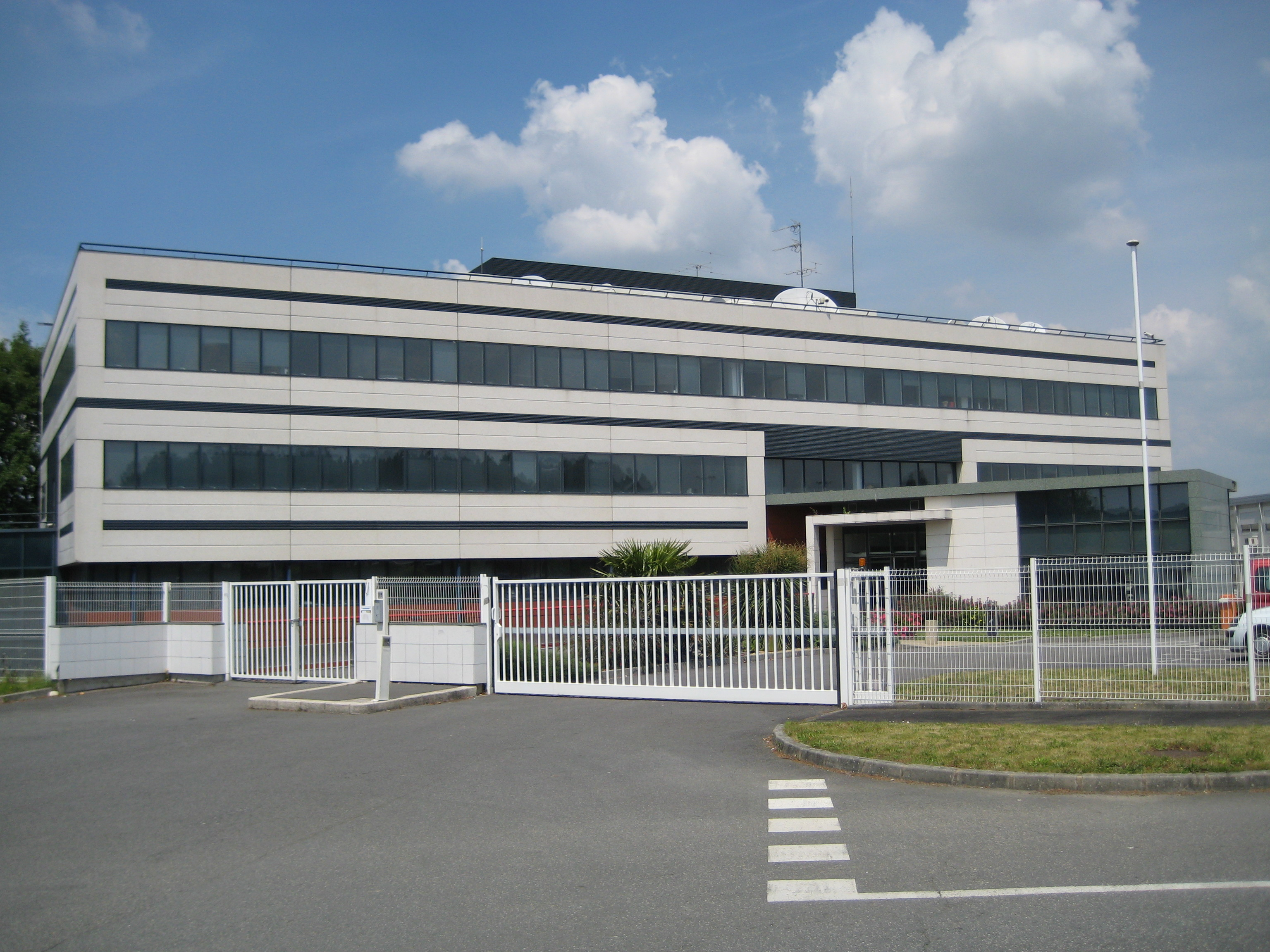
مرکز تحقیق و توسعه تکنی‌کالر، در شهر رن، فرانسه

تکنی‌کالر (به انگلیسی: Technicolor) (پیشتر با نام تامسون شناخته می‌شد) شرکت رسانه‌های گروهی آمریکایی-فرانسوی است، که در زمینه ارائه خدمات و تجهیزات ارتباطاتی، رسانه ای و سرگرمی، شامل: تولید و عرضه سیستم‌های دیداری‌شنیداری، دوربین‌های فیلم‌برداری، دستگاه‌های پخش صوت دیجیتال، دیودهای گسیل نور ارگانیک و لامپ‌های پرتوی کاتدی، همچنین ارائه خدمات پس‌تولید، تلویزیون پروتکل اینترنت و خدمات نهان‌نگاری فعالیت می‌نماید.
ریشه‌های تأسیس شرکت تکنی‌کالر به سال ۱۸۹۳ بازمی‌گردد، که الیو تامسون شرکت تامسون را، در شهر پاریس، فرانسه راه‌اندازی کرد. سپس در سال ۱۹۱۴ شرکت تابعه آن، در ایالات متحده آمریکا و در شهر بوستون، ماساچوست، تحت نام تکنی‌کالر تأسیس شد.
در ماه ژانویه ۲۰۱۰ نام این شرکت از تامسون، به تکنی‌کالر تغییر پیدا کرد. امروزه دفتر مرکزی این کمپانی در شهر ایسی-له-مولینو، فرانسه قرار دارد و دفاتر بین‌المللی آن نیز در شهرهای لس‌آنجلس، ادوژم، لندن و بنگالورو مستقر می‌باشند. سهام شرکت تکنی‌کالر در بازار بورس نیویورک و بورس یورونکست پاریس معامله می‌شود.